# اثرات ماری‌جوانا

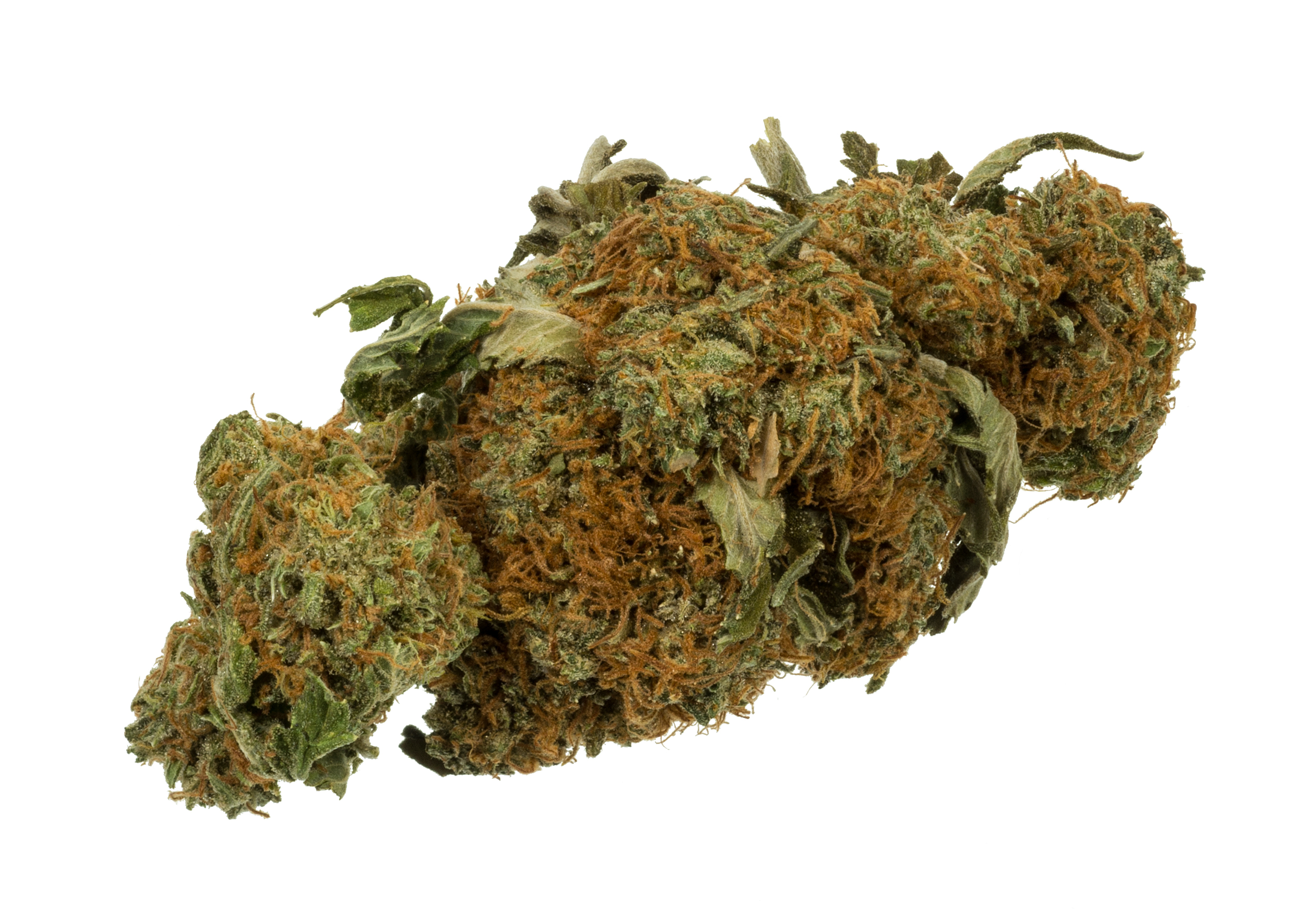
اثرات ماری جوانا یا حشیش

اثرات اصلی ماری جوآنا بر اثر ترکیب شیمیایی موجود در این گیاه از جمله کانابینوییدها نظیر تتراهیدروکانابینول که تنها یکی از ۴۰۰ گونه کانابینویید است رخ می‌دهد. ماری‌جوآنا اثراتی بر روان و فیزیولوژی بدن انسان دارد.
تا چندی پیش ماری‌جوانا به‌عنوان ماده‌ای در نظر گرفته می‌شد که فاقد نشانه‌های ترک است چراکه نشانه‌هایی مشابه نشانه‌های ترک در الکل یا مشتقات تریاک در آن دیده نمی‌شد. اما در سال‌های اخیر، تحقیقات تجربی بیشتر از گذشته موافق با گزارش‌های شخصی ست که افرادی که ماری‌جوانا مصرف می‌کنند از آن خبر می‌دهند. این تحقیقات حاکی از آن است که مصرف ماری‌جوانا در مقادیر بالا با علائم ترک جسمانی و روانی به نسبت خفیفی همراه است.

## تاثیر کوتاه‌مدت
تأثیرات کوتاه‌مدت ماری‌جوانا به تأثیراتی گفته می‌شود که در دقایق و ساعت‌های بعد از مصرف ماری‌جوانا در فرد آشکار می‌شود.
پس از کشیدن ماری‌جوانا، این اثرات پس از چند ثانیه آشکار می‌شوند و تا چند دقیقه کاملاً قابل رؤیت هستند. این اثرات نوعاً برای ۲ تا ۳ ساعت دوام می‌آورند.
مصرفِ دوزهای بالا (مقادیر زیادِ) ماری‌جوانا تأثیراتِ منفیِ آن را تشدید می‌کند تأثیرات کوتاه‌مدت ماری‌جوانا را می‌توان به دو دسته تقسیم کرد: تأثیرات تنانی (جسمی) و تأثیرات روانی.

## تأثیرات جسمی
برخی از آثار جسمیِ ماری‌جوانا که در کوتاه‌مدت آشکار می‌شوند:
- افزایش ضربان قلب،[۷]
- خشکی دهان،[۷]
- قرمز شدن چشم،[۷]
- کاهش فشار درون‌چشمی،[۷]
- آرامش ماهیچه‌ها،كاهش فشار خون و ضعيف شدن بدن در برابر سرما،
- امواج پایدارترِ آلفا با فرکانسی اندکی پایین‌تر از معمول،[۸]
- کند شدن فعالیت‌های حرکتی،[۹]
- افزایش اشتها،[۱۰][۱۱]
- اختلال در حافظهٔ کوتاه‌مدت و فعال.[۱۲][۱۳][۱۴]

## اثرات ماریجوانا بر روی بدن و مغز
حرف ها و گمانه زنی های زیادی در این باره وجود دارد. مردم اثرات مختلف جسمی و روانی اعم از : تسکین درد ، ریلکس شدن عضلات ، تغییرات خلقی و روحی و … را گزارش می کنند. ترکیباتی که باعث ایجاد این اثرات در ما می شوند با نام کانابینوئید ها شناخته می شوند. کانابینوئید ها ترکیبات محرک درون ماریجوانا هستند که به غیر از گیاه شاهدانه ، در هیچ کجای طبیعت یافت نمی شوند. دو ماده ی محرک معروف در این ترکیبات با نام های THC و CBD شناخته می شوند. به غیر از این دو ترکیب ، 100 کانابینوئید دیگر نیز در ترکیبات ماریجوانا وجود دارد که هنوز تحقیقات زیادی در رابطه با آنها انجام نگرفته است.
THC ماده ی محرکی است که باعث تغییرات ذهنی و خلق و خوی ما می شود . همچنین اثرات پزشکی و دارویی ای دارد که شامل موارد زیر می شود :
1. تسکین درد
2. کاهش حالت تهوع
3. افزایش اشتها
4. درمان بی خوابی

CBD خاصیت محرکی ندارد و اثراتش در همان لحظه احساس نمی شود . اثرات دارویی CBD شامل : کنترل صرع و کنترل اضطراب می شود .
در حالی که موسسه ی ملی سلامت ( NIH ) بسیاری از تحقیقات در رابطه با گیاه ماریجوانا را از نظر مالی تامین کرده تا مقالات جدیدی در این رابطه به علم اضافه شوند ، به دلیل ممنوعیت هایی که دولت تعیین کرده تحقیقات در این زمینه بسیار دشوار و کند پیش می رود و به این خاطر است که ما هنوز خیلی چیز ها را در مورد این دو ماده نمی دانیم و تحقیقات تکمیلی روز به روز در حال اضافه شدن هستند .
اثرات کلی ماریجوانا و چیز هایی که ممکن است احساس کنید شامل موارد زیر می شوند :
1. تغییر در ادراک
2. تغییر در حس شنوایی ( دقیقتر و با جزئیات شنیدنِ چیز ها )
3. افزایش اشتها
4. افزایش سرخوشی
5. تغییر در حس بینایی و لامسه
6. پررنگ تر شدن رنگ ها و دیدن طرح ها و اشکالی که در حالت عادی دیده نمی شوند
7. افزایش ضربان قلب
8. خشکی دهان
9. قرمز شدن چشم ها ( بدلیل انبساط رگ های خونی )
10. کاهش التهاب و درد
11. کاهش اسپاسم و تشنج
12. تحریک مغز برای ترشح دوپامین[۱۵]

## تأثیرات روانی
تأثیرات روانیِ ماری‌جوانا به‌شکل عجیبی از فردی به فردِ دیگر متفاوت است و تا اندازه‌ای به انتظاراتِ فردی که آن را مصرف می‌کند بستگی دارد. برخی از آثار روانیِ ماری‌جوانا که در کوتاه‌مدت آشکار می‌شوند عبارتند از:
- تحریف در درک زمان و مکان،
- تحریف در تصویر بدن، و حس بینایی و شنیداری،
- تجربهٔ توهم،[۱۸]
- افزایش شور جنسی،
- افزایش حواس،
- تجربهٔ حس سرخوشی زیاد،
- تجربهٔ حس آرامش و کاهش اضطراب،
- افزایش خُلق و شوخ‌طبعی،
- تفکر انتزاعی و فلسفی،
- افزایش خلاقیت،
- اختلال در رفتارهای جنسی
- اختلال در حافظهٔ خطی،
- تجربهٔ پارانویا یا اضطراب، یا حملات پانیک،[۱۹]
- لذت بیشتر از مزه و بوی غذاها،
- لذت بردن بیشتر از موسیقی و کمدی.
- مسخ شخصيت و مسخ واقعيت
- تجربياتي هم مانند دليريوم

## تأثیر بر رانندگی
مصرفِ ماری‌جوانا بر تواناییِ رانندگیِ افراد تأثیر می‌گذارد. کلی، دارک و راس (۲۰۰۴) به نتایج مشابهی دست یافتند. آنان در پژوهش‌های آزمایشگاهی بر روی سنجش اثرات ماری‌جوانا بر مهارت‌های رانندگی، دریافتند که افراد پس از مصرف ماری‌جوانا در مواردی نظیر ردیابی، توجه، زمان واکنش، حافظهٔ کوتاه‌مدت، هماهنگی دست و چشم، گوش‌بزنگی، درک زمان و مسافت، و تصمیم‌گیری و تمرکز دچار اختلال می‌شوند.
در یک تحقیق بر روی قربانیانِ تصادفاتِ رانندگی در ایالت آلابامای ایالات متحدهٔ آمریکا مشخص شد که ۱۷٪ از رانندگان، ماری‌جوانا مصرف کرده‌بودند. (فورتن بری، براون و شولین، ۱۹۸۶). معلوم شد که مصرفِ ماری‌جوانا باعث می‌شود رانندگانی که اندکی پیش از رانندگی، ماری‌جوانا مصرف کرده‌اند، نسبتاً دیرتر درمی‌یابند که بایستی توقف کنند. جالب اینجاست که ماری‌جوانا در سرعتِ واکنشِ آنان هنگامی که تصمیم به توقف می‌گیرند تأثیری ندارد، و سرعتِ واکنشِ آن‌ها مثلِ همیشه‌است. درواقع، آن‌ها فقط دیرتر تصمیم می‌گیرند که توقف کنند. (موسکوویتز، هالبرت و مک‌گلوتین ۱۹۷۶).

## شواهد و مدارک
- کوری (Kouri) و پوپ (pope) به بررسی علائم ترک طی ۲۸ از روز دوری از ماری‌جوانا پرداختند.[۲۳] به همین شکل بودنی و همکارانش (Budney et al) به بررسی علائم ترک طی ۴۵ روز دوری از ماری‌جوانا پرداختند.[۲] طی این مطالعات، مصرف‌کنندگان دائمی ماری‌جوانا به‌مدت ۲۸ روز در بیمارستان تحت مراقبت بودند. این محققان به بررسی تغییرات خلق‌وخو، اضطراب، افسردگی و تحریک‌پذیری در این افراد پرداختند؛ و آنها را با دو گروه کنترل مقایسه کردند. این دو گروه کنترل عبارت بودند از یک گروه از کسانی که سابقاً در مقادیر بالا ماری‌جوانا مصرف می‌کردند و گروه دیگر افرادی که هیچگاه ماری‌جوانا مصرف نکرده بودند. نتیجهٔ این تحقیقات چنین بود: علائم ترک در گروهی که به‌طور دائم ماری‌جوانا مصرف می‌کردند عبارت بود از افت خلق‌وخو و اشتها و همچنین افزایش تحریک‌پذیری، اضطراب. همچنین نمرهٔ ایشان در معیار اندازه‌گیری همیلتون برای سنجش افسردگی افزایش یافت. هر دوی این مطالعات، از آزمایش ادرار برای اطمینان حاصل کردن از اینکه افراد مورد آزمایش در مدت زمان تحقیق ماری‌جوانا مصرف نکردند کمک گرفتند. این مطالعات نشان داد که علائم ترک بین یک تا سه روز پس از دوری از ماری‌جوانا آغاز می‌شود و تا ۱۰ الی ۱۴ روز دوام می‌آورد.[۱][۲][۲۳]
- طبق تحقیقات «بودنی» و همکارانش نشانگان ترک مربوط به مصرف ماری‌جوانا شبیه به نشانه‌های ترک مربوط به تنباکو است؛ و از نظر میزان سبک‌تر از نشانه‌های ترک موادی نظیر مشتقات تریاک و الکل است.[۲]
- نکتهٔ بااهمیت آن‌که شواهد و مدارک نشان می‌دهد که اگر مصرف‌کنندهٔ ماری‌جوانا پس از یک دوره دوری از مصرف، دوباره به مصرف روی آورد علائم ترک از بین می‌روند.[۱] تحقیقات آزمایشگاهی جدید برای فهم مسئلهٔ وابستگی به ماری‌جوانا بر روی شیمی مغز تمرکز کرده‌اند.
- مصرف هرروزهٔ ماری‌جوانا در برخی موارد با نشانه‌های روانی ترک نظیر تحریک‌پذیری و بی‌خوابی همراه است.[۲۴] با این وجود، نشانه‌های ترک ماری‌جوانا نوعاً خفیف هستند و هیچگاه خطر جانی ندارند.[۲۵]